# 가화만사흥 (2015년 드라마)
《가화만사흥》(家和万事兴)은 2015년 방송되었던 중국의 드라마이다.

## 등장인물
- 리이샤오 - 장영설 역
- 하이루 - 장효군 역
- 리진송 (李进荣) - 류가성 역
- 장적 (张迪) - 류가우 역
- 엽항명 (叶项明) - 진개문 역
- 유맹맹 (刘萌萌) - 송향 역
- 멍야오 (Natalie) - 은메이메이 역
- 이괴룡 (李槐龙) - 홍덕 역
- 진이진 (陈怡真) - 양란 역
- 하강 (贺镪) - 류학유 역
- 박홍 (博弘) - 견주 역
- 장영기 (张咏棋) - 첨옥 역
- 마디나 메메트 - 산산 역
- 정붕비 (郑鹏飞) - 양완강 역
- 왕비비 (王菲菲) - 강소운 역
- 곽가호 (郭家豪) - 곽건창 역
- 정휘우 (丁汇宇) - 장효비 역
- 주자군 (周姿君) - 진안정 역
- 장공 (张弓) - 장의웅 역
- 뤄광 (罗筐) - 육항홍 역
- 엽성동 (叶晟彤) - 홍량 역